# Chen Zhen
Chen Zhen (11 de janeiro de 1963) é uma ex-handebolista chinesa, medalhista olímpica.
Chen Zhen fez parte do elenco da medalha de bronze inédita chinesa, em Los Angeles 1984.